# Caso Claustre
O caso Claustre foi uma crise de reféns durante a Primeira Guerra Civil do Chade. Os rebeldes chadianos, que se autodenominam Conselho de Comando das Forças Armadas do Norte (CCFAN), liderados pelo nacionalista nakaza Hissène Habré sequestraram Françoise Claustre, uma arqueóloga francesa, Marc Combe, trabalhador de uma organização de desenvolvimento francesa no Chade, e Christoph Staewen, um médico alemão. Embora Combe tenha escapado e Staewen tenha sido resgatado pelo governo da Alemanha Ocidental, os rebeldes exigiram um resgate de 10 milhões de francos pela Sra. Claustre e seu marido Pierre, que mais tarde também foi capturado pelos rebeldes. O caso atraiu atenção internacional, com os franceses enviando um negociador que foi posteriormente executado. Finalmente, os franceses apelaram a Muammar Gaddafi para libertar os reféns, o que ele fez. O caso demonstrou a crescente influência da Líbia na África Central. 